# Gran Puente de Tatara
El Gran Puente de Tatara (多々羅大橋 Tatara Oohashi?) es un puente atirantado de Japón que atraviesa el mar Interior de Seto y comunica las ciudades de Imabari, en la prefectura de Ehime, y Onomichi, en la prefectura de Hiroshima. En el momento de su inauguración era el puente atirantado con el vano más largo del mundo. 

## Características
Tiene dos grandes pilonas de las que están suspendidos los cables de acero que sustentan el tablero del puente.
El puente une las islas de Oomi, en la prefectura de Ehime, e Ikuchi (生口島 Ikuchi-jima?), en la prefectura de Hiroshima.
Cuenta con un carril exclusivo para peatones y ciclistas; y otro carril exclusivo para motociclistas. Ambos carriles quedan deshabilitados cuando los vientos superan los 15 m/s. El carril para automóviles impone una velocidad máxima de 50 km/h cuando la velocidad del viento supera los 15 m/s y quedan cerrados al tráfico cuando los vientos superan los 25 m/s.
Según el proyecto original iba a ser un puente colgante, pero dado el avance de las técnicas de construcción de puentes y para disminuir el impacto visual, fue reemplazado por un puente atirantado.
Está hermanado con el puente de Normandía, el puente que desde 1999 tenía el récord de puente atirantado más largo del mundo.
| Predecesor: Puente de Normandía (Le Havre) | Puente atirantado más largo del mundo 1999-2008 | Sucesor: Puente Sutong (Suzhou-Nantong) |